# ヤンヤンつけボー

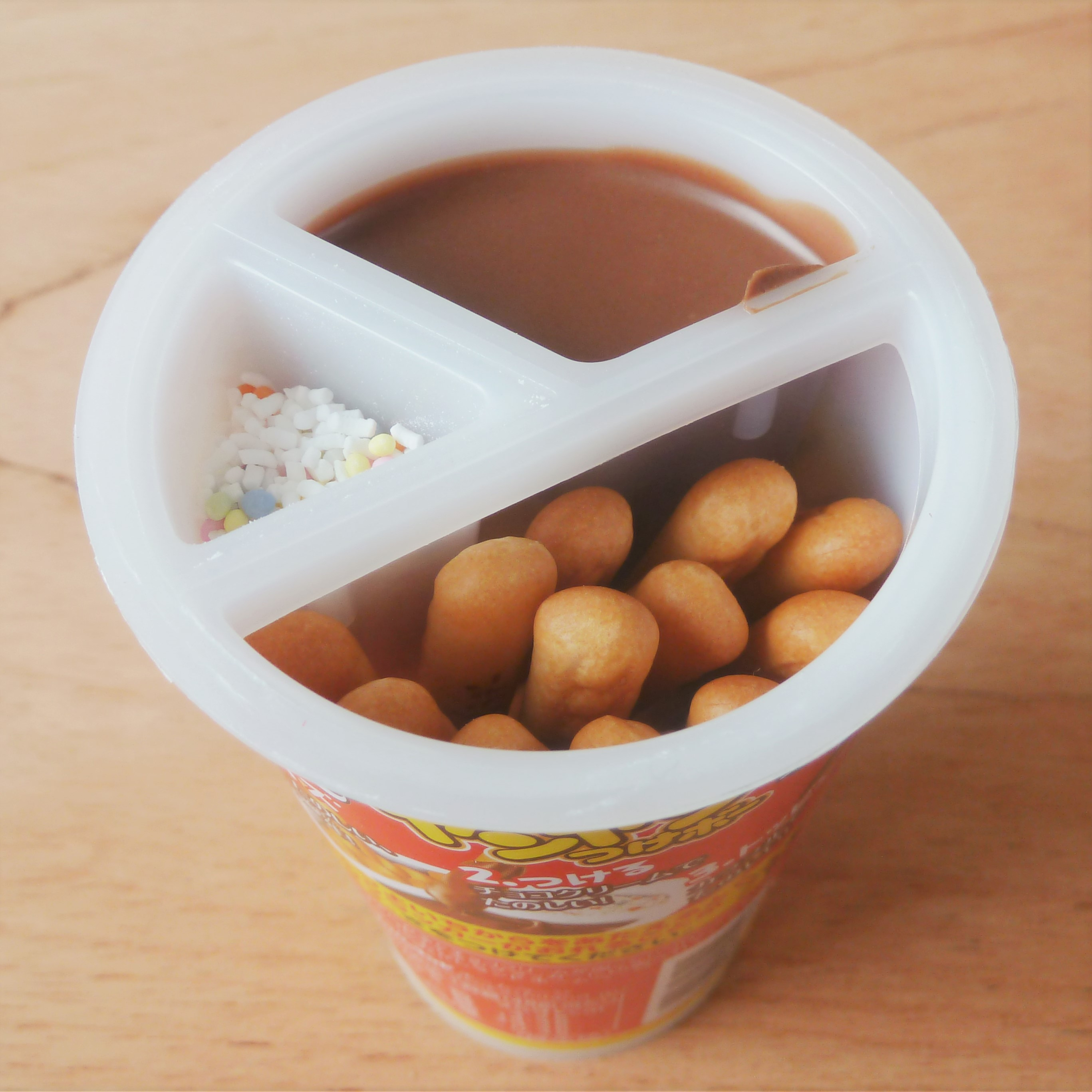
ヤンヤンつけボー（チョコ味）

ヤンヤンつけボーは、明治が1979年から発売している、スティック状のクラッカーを付属のチョコクリームやトッピングにつけて食べる菓子。発売当初は「yan yan(ヤンヤン)」という名称だったが、その後1987年に「ウッドペッカーヤンヤン」その2年後の1989年に「ヤンヤンつけボー」と改名されている。チョコ味といちご味の2種類。
シンガポールにあるグループ会社メイジセイカ・シンガポールで製造されている。

## 海外での販売
ヤンヤンつけボーは、海外でも「Yan Yan」の商品名で販売されている。日本にはない様々なフレーバーもある。トッピングがなく、スティック状クラッカーとチョコクリームのみ。
中国では「欣欣杯」の商品名で販売され特に人気があり、ハローキティがパッケージに描かれている。
大人向けの「Premium Yan Yan」も販売され、ティラミス、抹茶、ミックスベリー&チーズなどのフレーバーがある。

## パッケージ
パンダのキャラクターが描かれている。パンダに名前はなく、明治は「パッケージに描かれているパンダの名前は「ヤンヤン」ではありません!  名前はまだないんです」と発表している。
容器の右側面に「知って楽しい日本の一年!クイズ」（出典:ポプラ社刊『ぎょうじのえほん』第1刷）が掲載されている。以前は手でこすると答えが表示される仕組みだったが、現在は直接答えの文字が印刷されている。
食べ終わった後は紙ラベルをはがし、容器に絵や文字を書くことができる。パッケージには「こものいれとしてつかってください。」と書かれている。

## ヤンヤンつけボーの日
明治は毎年11月11日を「ヤンヤンつけボーの日」と制定している（2021年10月14日に日本記念日協会より認定）。日付はスティック状のクラッカーの形状が数字の1に似ていることから。